# Thomas Bryan (cầu thủ bóng đá Anh)
Thomas Bryan (sinh năm 1873) là một cầu thủ bóng đá người Anh từng thi đấu ở Football League cuối thế kỷ 19. Các câu lạc bộ đã thi đấu bao gồm Woolwich Arsenal và New Brompton và ông ra sân 9 lần ở Giải vô địch, và ghi 1 bàn thắng.